# 李科平
李科平（1962年—），浙江舟山人，汉族，中华人民共和国政治人物、全国人民代表大会浙江地区代表。
毕业于普陀水产技术学院捕捞专业，加入中国共产党。担任舟山市华鹰远洋渔业有限公司华鹰207号船船长。2008年起担任全国人大代表。2013年，被选为全国人大代表。